# کوزیو والتلینو

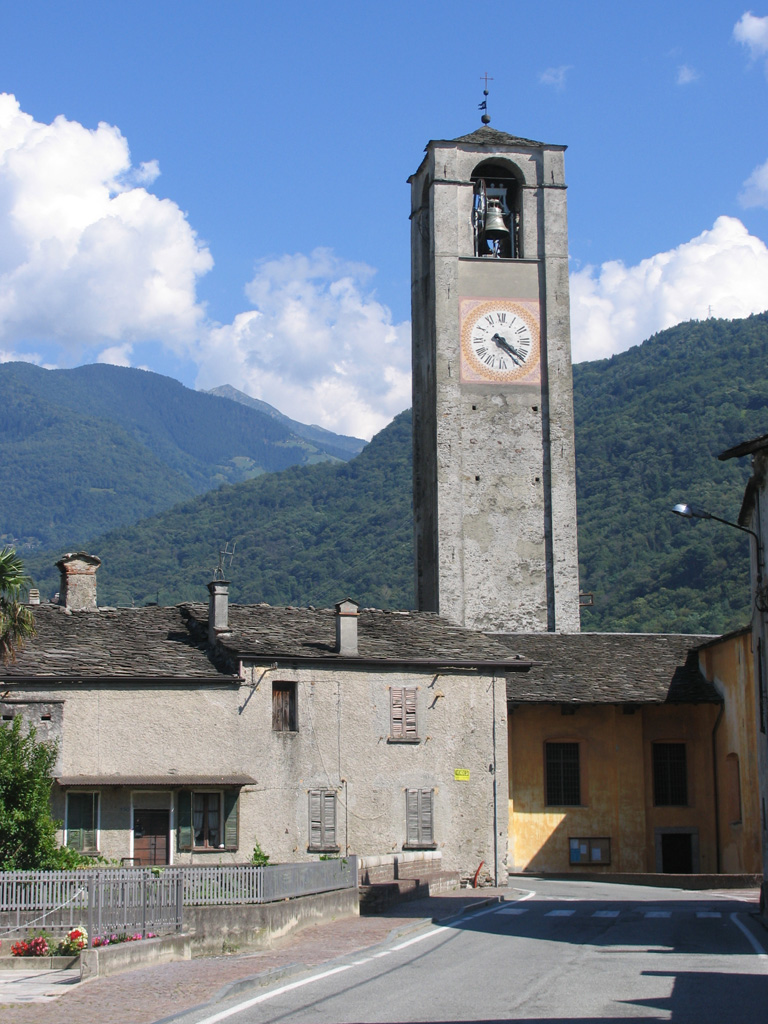
Cosio valtelino

کوزیو والتلینو (به ایتالیایی: Cosio Valtellino) یک کومونه در ایتالیا است که در استان سوندریو واقع شده‌است.

## خصوصیات
کوزیو والتلینو ۲۳٫۹ کیلومترمربع مساحت و ۵٬۴۱۳ نفر جمعیت دارد و ۲۳۱ متر بالاتر از سطح دریا واقع شده‌است.